# Petar Tiješić
Petar Tiješić (Sarajevo, 1888. – Sarajevo, 1978.) bio je bosanskohercegovački slikar. Jedan je od slikara iz prve generacije umjetnika koji su pohađali umjetničke škole, uključujući i Gabrijela Jurkića, Petra Šaina, Karla Mijića, Špiru Bocarića, Đoku Mazalića, Romana Petrovića i Lazara Drljaču.
Studirao je slikarstvo na Akademiji likovnih umjetnosti u Krakówu. Slikao je pejzaže i mrtvu prirodu. Format Tiješićevih slika često je malen, boja nanesena široko u plohama. 

## Djela
- Mrtva priroda
- Zimski motiv
- Zima u Brezi
- Portret oca